# Green River Test Site
| \| Green River Test Site \| |
| Lage in Utah                |
| Green River Test Site       |

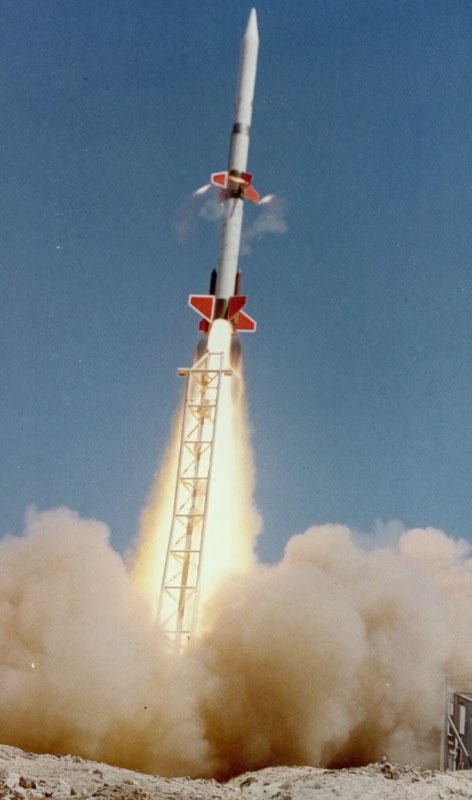
Start einer Athena-Rakete auf der Green River Test Site

Green River Test Site (GRTS, auch Green River Launch Complex) ist ein südöstlich der Stadt Green River in Utah gelegenes militärisches Raketentestgelände in den USA.
In Green River wurden zwischen der Entstehung 1964 und 1971 hauptsächlich 141 Forschungsraketen des Typs Athena sowie Mittelstreckenraketen des Typs Pershing I gestartet. Die Flüge zielten auf die White Sands Missile Range in New Mexico. Das Gelände besaß drei Startrampen für Athena-Raketen. Die Pershing-Raketen wurden von mobilen Startrampen gestartet. Neben der US Army führte auch die Bundeswehr Testflüge mit ihren Pershing-Raketen durch. Es gab hier auch mehrere Unfälle, bei denen Raketen nicht richtig funktionierten und daraufhin abstürzten.
Die Basis wurde aufgelöst und ist nun wieder der Öffentlichkeit zugänglich. Es existieren noch mehrere alte Gebäude und Bunker sowie die Abschussrampen.
Der innerhalb der Basis gelegene Chrystal Geysir zieht viele Touristen an.